# جيم ماغواير
جيم ماغواير (بالإنجليزية: Jim McGuire)‏ هو لاعب كرة قاعدة أمريكي، ولد في 4 فبراير 1875 في دونكيرك في الولايات المتحدة، وتوفي في 26 يناير 1917 في بوفالو في الولايات المتحدة.

## وصلات خارجية
- جيم ماغواير على موقعبيزبول رفرنس.كوم (الدوري الرئيسي) (الإنجليزية)
- جيم ماغواير على موقعبيزبول رفرنس.كوم (الدوري الثانوي) (الإنجليزية)